# مت کاردل
مت کاردل (به انگلیسی: Matt Cardle) (زاده ۱۵ آوریل ۱۹۸۳) خواننده انگلیسی است.
او در سال ۲۰۱۰ و در فصل هفنم ایکس فاکتور بریتانیا اول شد .